# T-skala
T-skala (1:450) är en modelljärnvägsskala med en spårvidd på 3 mm. Den introducerades 2006 av den japanska tillverkaren KK Eishindo, och började säljas 2007. Den är för närvarande världens minsta kommersiellt tillverkade modelljärnvägsskala.

## Bilder

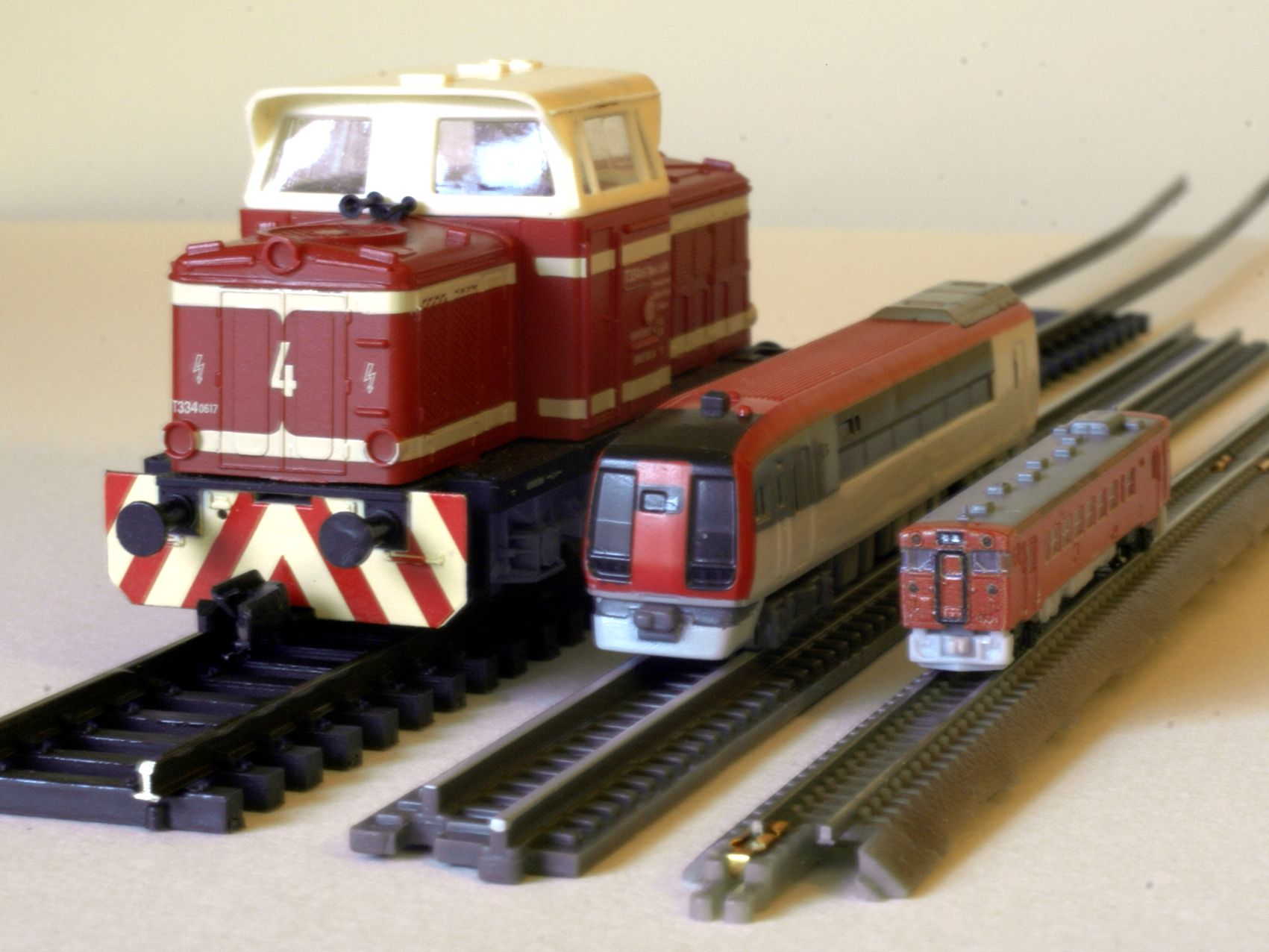
Jämförelse mellan skala TT, ZZ och T.
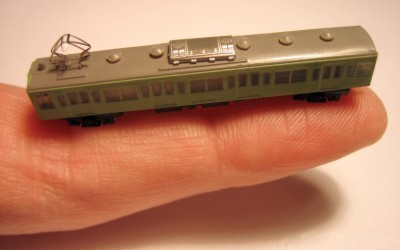
Spårvagn i skala T efter japansk förebild